# 小溝裕一
小溝 裕一（こみぞ ゆういち、1950年 - ）は、日本の溶接・接合工学研究者。工学博士。大阪大学名誉教授。

## 人物
1950年、兵庫県西宮市に生まれる。甲陽学院高等学校卒業。京都大学工学部金属加工学科卒業。住友金属工業総合技術研究所副所長を経て、2004年大阪大学接合科学研究所教授。
2015年、定年退職後、(公財)高輝度光科学研究センター特別研究員・大阪大学名誉教授。
2009年、文部科学大臣表彰（研究分野）。
2017年、紫綬褒章を受章。